# جورج وايت (لاعب كريكت)
جورج وايت (بالإنجليزية: George Wyatt)‏ (25 أغسطس 1850 - 16 فبراير 1926) هو لاعب كريكت بريطاني (وحمل سابقاً جنسية المملكة المتحدة لبريطانيا العظمى وأيرلندا).